# 叉角羚
叉角羚（Antilocapra americana）又名“美国羚羊”，仅有一科一属一种。分布于北美洲西部的开阔地带，北起加拿大南部，南到墨西哥北部。叉角羚奔跑速度极快（速度接近猎豹，耐久力远胜于猎豹），以高速耐力奔跑而闻名，长时间高速奔跑，一次跳跃可达6米。出生4天的羊羔就能比人跑得快。其最高速度可达每小时97公里，而且有着惊人的耐力，被誉为地球上最善于耐力奔跑的动物。善游泳。夏季组成小群活动，冬季则集结成上百只的大群。为寻找食物和水源，一年中常进行几次迁移。性机警，视觉敏锐，能看到数千米外的物体。遇险时，臀部的白色毛能立起，这是向同伴告警的一种特殊信号。叉角羚科动物曾经是史前北美食肉类动物北美猎豹、短面熊和恐狼、美洲拟狮等动物的主要捕食对象。在美国洛杉矶著名的拉布雷沥青坑(Rancho La Brea)中发现了大量的叉角羚科动物化石。

## 起源和进化
叉角羚科动物起源于北美洲，是新北界的特有科。可能由北美早期牛科动物进化而来。
最早的叉角羚科化石为Paracosoryx prodromus, 出现于中新世早期(2100万年前)。 中新世中期的Merydocus属开始有分叉的角。
第四纪晚期和更新世是叉角羚科的繁盛时期，其成员的多样性远甚于现存物种。

## 分布
叉角羚分布在从加拿大西Nevada省，经美国西部，一直到墨西哥的地区。白人到达美洲之前其分布遍及北美大陆。

## 特点
- 外貌

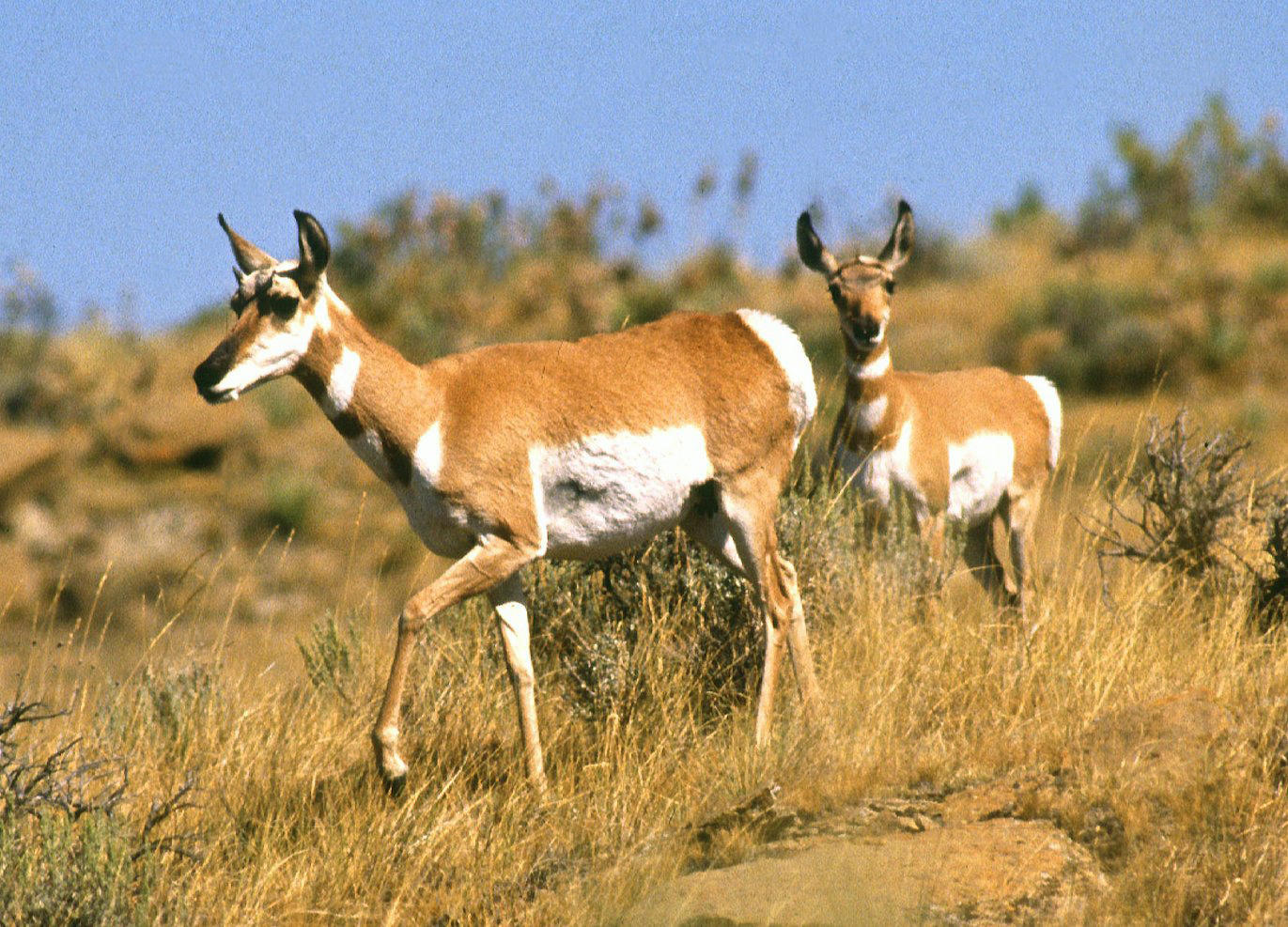
雌叉角羚

叉角羚是新北界的标志物种之一。产于美国中西部地区。成体体长 1.32-1.49米，肩高 0.83-0.94米，
体重 50-75 公斤。背部为土黄色，腹部白色，颈部和臀部有显眼的白斑，鼻梁黑色，耳下常有黑斑至下颌。
叉角羚是一种形态多变的物种。其染色体的数目不固定，在一定范围内变化。时常有叉角羚个体长出额外的角、乳头和肋骨。一般有30％的雌羊终生不长角，还偶尔会长出形状异常的子宫。
- 角

一般情况下叉角羚雌雄均有角，雌羊的角比雄羊小、不分叉, 而公羊的角比较有特点，端部分叉，类似鹿科成员。叉角羚科的史前成员有结构更为复杂的角。叉角羚的角基为骨质，不会脱落，但由角质和部分被毛混合形成的角鞘则年年脱落。叉角羚长角的速度远快于牛科动物。
- 眼

按比例来算，叉角羚的眼睛是北美有蹄动物中最大的，直径达50mm；其生长位置相比其他食草动物更靠外、靠上。这使它拥有更广的视野，更容易发现靠近的天敌。而且视觉特别发达，能看到相当于人用8倍双筒望远镜看远处的效果。但近视能力差，10米以外的人如果不动的话，叉角羚将很难察觉人的存在。叉角羚是天生好奇的动物，喜欢靠近一些没有明显威胁特征的新东西。猎人常常利用这一点，静坐一处挥动白手帕，来引诱隐藏的叉角羚现身。
- 蹄和被毛

与其他反刍的偶蹄动物不同，叉角羚的蹄子没有上蹄结构，而且侧趾全部消失，这可以看出叉角羚是一种高度进化的偶蹄动物。叉角羚春季换毛，毛结构上含有复杂的气室，有着优良的保温功能。
- 速度

叉角羚一个引人注意的特点是特别善于奔跑，是持续高速奔跑最快的动物，其奔跑速度仅次于猎豹，而耐久力則远强于猎豹，同时能长时间保持高速奔跑。出生4天的羊羔就能比人跑得快。其最高速度可达每小时95公里，而且有着惊人的耐力。能以72公里的时速维持奔跑，远远超于现存任何北美食肉动物的奔跑速度。其他同等体形的食草动物的奔跑速度只及叉角羚的一半。叉角羚惊人的奔跑能力跟已经灭绝的史前分布在北美洲的同样善于奔跑的北美猎豹（Miracinonyx trumani）有关。在北美猎豹的捕食压力下叉角羚进化出了杰出的奔跑能力。
猎豹对高速奔跑的适应是进化出了弹性良好的脊椎骨，而叉角羚敦实的体形对奔跑的适应在于细长的四肢和增大的心脏以及高密度的线粒体。高速奔跑中细长的四肢能跃得更远，叉角羚一跃可达4.5-6米远；增大的心脏有利于氧的代谢，减少运动产生的氧债。
但与鹿不同的是，叉角羚跳高能力特别差，不能跃过围栏，所以长距离的围栏往往会阻碍叉角羚的迁移。

## 习性

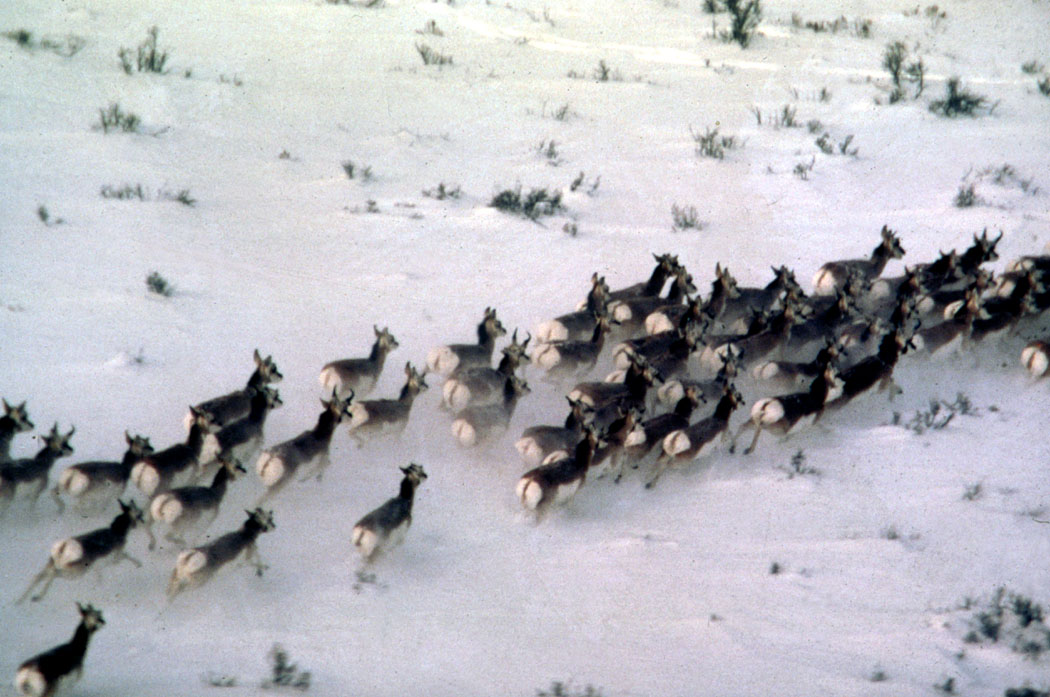
叉角羚群

叉角羚生活在宽阔的草原和荒漠地带，地形海拔在900－2400米为多。以灌木叶子为主食，但仍然长有适合吃草的高齿冠牙，偶尔食草。喜群居，夏天以50－100头左右的群体聚集在一起，冬天可达1000头。遇到敌害会用竖立臀部白色的长毛和打响鼻的方法向同伴报警。以尿液和蹄印标记领土。雌羊的性成熟期为16－17个月，孕期长达250天。 第一胎一仔，以后只要在食物充裕的条件下一般每胎两仔。叉角羚的繁殖方式也颇为奇特。雌羊在排卵期会排出4－7个卵子。卵子受精后开始发育，变得细长。细长的受精卵在子宫里绞在一起相互缠绕和推搡。最后多数卵子会因为细胞膜面积减小而死于营养不良，剩下两个卵子最终发育成胚胎。这种子宫内受精卵之间的竞争迄今为止仍然是独一无二的。

## 天敌
叉角羚现在的天敌主要是狼、美洲狮和人。 郊狼、猞猁和金雕则对羊羔构成威胁。
事实上，叉角羚通过与北美猎豹共同进化4百万年在奔跑速度上相互抗衡，以至于达到近100公里的时速。一万年前更新世末期的大灭绝消灭了北美猎豹后，成年叉角羚基本上已经没有什么天敌存在了。因此羊羔成了其他动物攻击叉角羚的主要对象。在缺乏遮掩的大草原上，羊羔主要的御敌方法就是依靠身上的保护色静静地趴在地上不动来避免被敌害发现。

母羊和羊羔之间的默契配合也是一个有趣的现象。一般母羊会在羊羔躲藏处附近绕圈子，同时会装出若无其事的样子来避免被郊狼发现。因为郊狼往往会在可疑的母羊附近耐心观察。母羊对羊羔藏身处过频的张望可以被郊狼利用来找到羊羔。母羊平均每4个小时回到羊羔处喂奶一次。然后羊羔更换藏身处。母羊则迅速离开。母羊的记忆力是惊人的。离开前母羊会转身默记羊羔新的藏身处，这个过程只需3秒。随后的数小时之内母羊即能准确无误的再次找到羊羔。

为了避免敌害发现，羊羔适应长时间静卧的能力仍然是惊人的。在北美西部的3，4月份湿冷的天气中，静卧的羊羔只能通过产生大量的体热来维持体温。此外，不到最后一刻，静卧的羊羔在危险逼近时仍然能维持静止的状态。曾有人在北美野牛和叉角羚共存的草原上发现有些羊羔的脚被路过的野牛蹄子踩断成两截。很显然野牛蹄子踏下来的时候羊羔还是坚持静止状态。
美洲狮偶尔会利用一些丘陵地形来伏击叉角羚。狼群有时候会凭借过人的耐力和体力来攻击叉角羚。但这些都不能对叉角羚构成真正的威胁，除了带枪的人。

## 分类

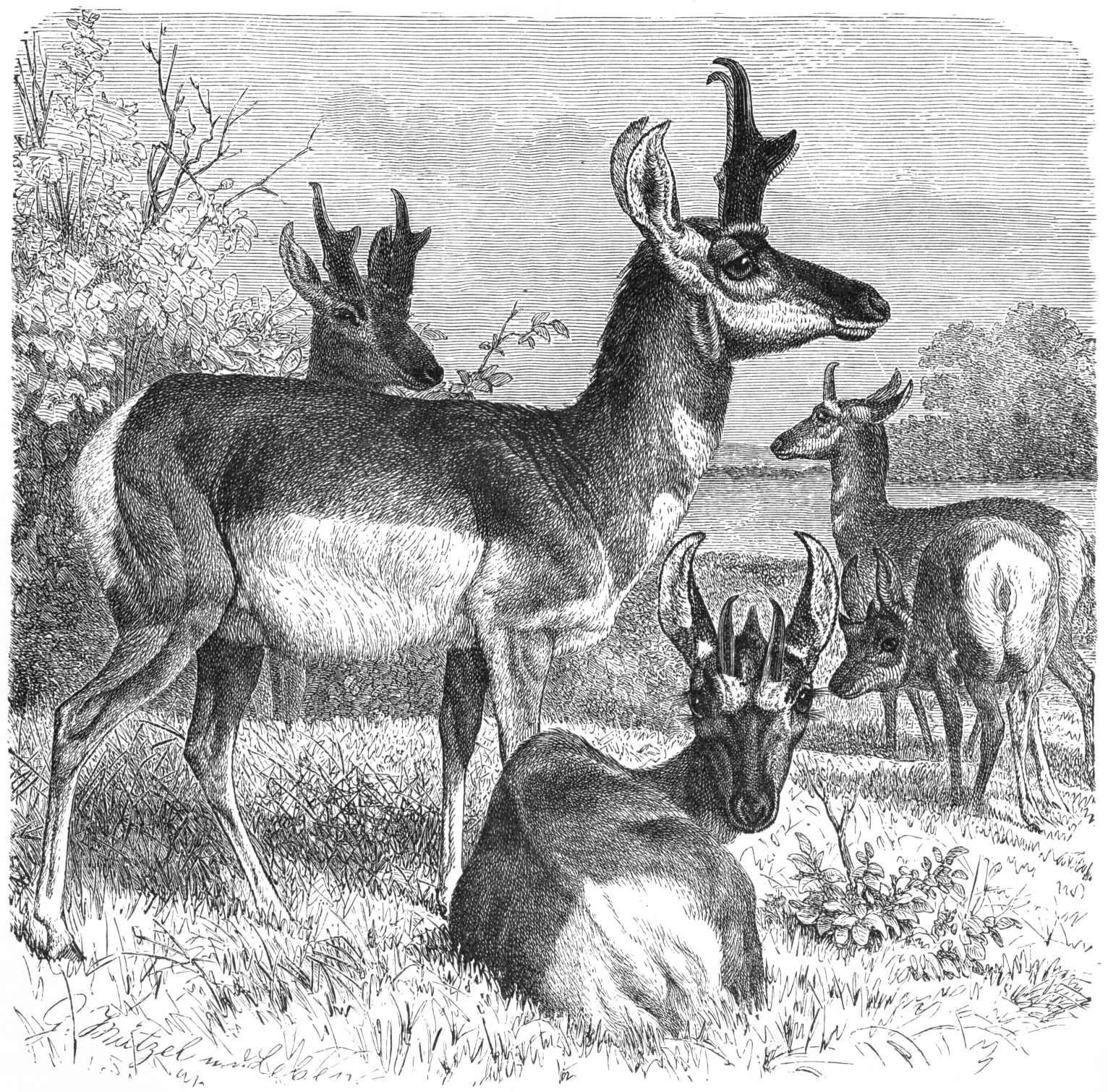
叉角羚

叉角羚科史前种类很多，根据已经出土的化石的分类如下：
- 叉角羚亚科（Antilocaprinae）
  - 原叉角羚屬（英语：Proantilocapra） Proantilocapra
  - Osbornoceros
  - Piloceros
  - Sphenophalos
  - Ilingoceros
  - Texoceros
  - 叉角羚屬（Antilocapra）
  - Hayoceros
  - Stockoceros
  - Hexameryx
  - Hexobelomeryx
  - 倭叉角羚屬（Capromeryx）
  - Tetrameryx
- 反刍齿羚亚科（Merycodontinae）
  - Paracosoryx
  - Merriamoceros
  - Ramoceros
  - 反芻齒羚屬（英语：Merycodus） Merycodus
  - Cosoryx

反刍齿羚亚科的成员体形较小，大约10-18千克，叉角羚亚科成员则大一点，约20-130千克。
现存的叉角羚有一属一种，根据体色、体形和体态分为5个亚种。
- 叉角羚亚科(Antilocaprinae)
  - 叉角羚属(Antilocapra)
    - 叉角羚(Antilocapra americana)
      - A. a. americana
      - A. a. mexicana
      - A. a. oregona
      - A. a. peninsularis
      - A. a. sonoriensis

从系统发生上来看，叉角羚科是介于牛科和鹿科之间的物种。然而即便DNA分析仍然难以确定叉角羚科与哪个离得更近一些。

## 保护状况
据估计叉角羚的数目在白人到达北美洲时大约有3500万头（另说有一亿头），种群规模仅次于北美野牛(Bison bison)。在美国西部垦荒时期数量急剧下降，1924年一度减少至不足3万头。通过保护措施，目前已经恢复到200-300万（包括美国和加拿大）以上。现在是美国西部野外最常见的动物之一，也是美国狩猎业的主要狩猎对象，每年的狩猎配额为4000头。保护级别：低危。
叉角羚墨西哥亚种（A. a. mexicana） 的状态则不佳，仅剩1200头作用，属于濒危级别保护动物。其他数量少受保护的亚种有半岛亚种（A. a. peninsularis ），和索诺拉亚种（A. a. sonoriensis ）
叉角羚CITES保护级别为appendix I, IUCN级别定为A级。